# Gambo (ort i Kanada)
Gambo är en ort i Kanada.   Den ligger i provinsen Newfoundland och Labrador, i den östra delen av landet, 1 700 km öster om huvudstaden Ottawa. Gambo ligger 7 meter över havet och antalet invånare är 1 614.
Terrängen runt Gambo är huvudsakligen platt, men söderut är den kuperad. Havet är nära Gambo österut. Trakten runt Gambo är nära nog obefolkad, med mindre än två invånare per kvadratkilometer.. Närmaste större samhälle är Glovertown, 17,4 km sydost om Gambo. 